# Moresceni
Moresceni, auch Morazena, war ein mittelalterlicher Gau. Er lag östlich von Magdeburg und dem Nordthüringgau sowie südöstlich vom Balsamgau zwischen Havel und Elbe, somit auch östlich vom Stammesherzogtum Sachsen in der Nordmark.
Im Jahre 965 schenkte Otto I. (HRR) dem Wunsch des gerade verstorbenen Grafen in diesem Gau Gero entsprechend die Orte Loburg und Tucheim, die in diesem Gau lagen, dem Moritzkloster Magdeburg. 
Kirchlich wurde die Gegend, zu der u. a. Ziesar gehörte, dem Bistum Brandenburg zugeordnet.